# Дубоки лишњачки живац
Дубоки лишњачки живац или  дубоки перонеални нерв почиње на бифуркацији заједничког лишњачког нерва између лишњаче и горњег дела дугог лишњачиног мишића (lat. m. peroneus seu fibularis longus), пролази инферомедијално, дубоко до кратких опружача прстију (lat. m. extensor digitorum brevis), до предње површине међукоштане мембране и долази у везу са предњом голењачком артеријом. изнад средине ноге; затим се заједно са артеријом спушта до предњег дела скочног зглоба, где се дели на латералну и медијалну терминалну грану.

## Функција
У нози, дубоки лишњачки живац снабдева мишићне гране до предњег дела мишића екстензора у нози, што укључује предњи тибиалис, екстензор дигиторум лонгус, фибуларис тертиус и екстензор халлуцис лонгус (пропиус) и зглобну грану до скочног зглоба.
Након своје бифуркације поред скочног зглоба, латерална грана дубоког лишњачког нерва инервише екстензор дигиторум бревис и ектензор халлуцис бревис, док медијална грана наставља да пружа кожну инервацију мреже између првог и другог прста.

## Клинички значај
Оштећење дубоког лишњачког живца, као што је могуће код трауматске повреде бочног дела колена, доводи до пада стопала. 
Дубоки лишњачки живац је такође подложан повредама које су резултат болести доњих моторних неурона, дијабетес, исхемије и инфективна или инфламаторна стања. Повреда заједничког лишњачког живца је најчешћа изолована мононеуропатија доњег екстремитета и производи сензорне проблеме у пределу бочне сгране потколенице поред пада стопала. 

## Галерија
- Cross-section through middle of leg.
- Cutaneous nerves of the right lower extremity, anterior and posterior views.
- Cutaneous nerves of the right lower extremity, anterior and posterior views.
- Deep nerves of the front of the leg.
- Nerves of the dorsum of the foot.
- Deep fibular nerve